# Lista najwyższych budynków w Auckland
Auckland jest miastem w Nowej Zelandii. Jest to jedyne miasto w tym kraju w którym znajdują się budynki ponad 150-metrowe. Najwyższy sięga 167 metrów, i niknie pomiędzy obecnie stojącymi i budowanymi biurowcami na świecie. Ponad 100 metrów sięga 12 gmachów. Na liście 10 najwyższych w tym mieście, 6 jest biurowcami, 3 są budynkami mieszkalnymi(Metropolis Apartments, Residences@Harbourcity i Precinct Apartments), a jeden hotelem (Quay West - najwyższy hotel w kraju). Wysokie budynki są nowością w Auckland, która pojawiła się na przełomie lat 80. i 90. Jednak to w ostatnich latach buduje się najwięcej. Obecnie w budowie jest jeden budynek, który po ukończeniu wejdzie na listę 10 najwyższych w Auckland. Jest to Sentinel, i będzie to już 4 budynek mieszkalny na tej liście. 

## 10 najwyższych

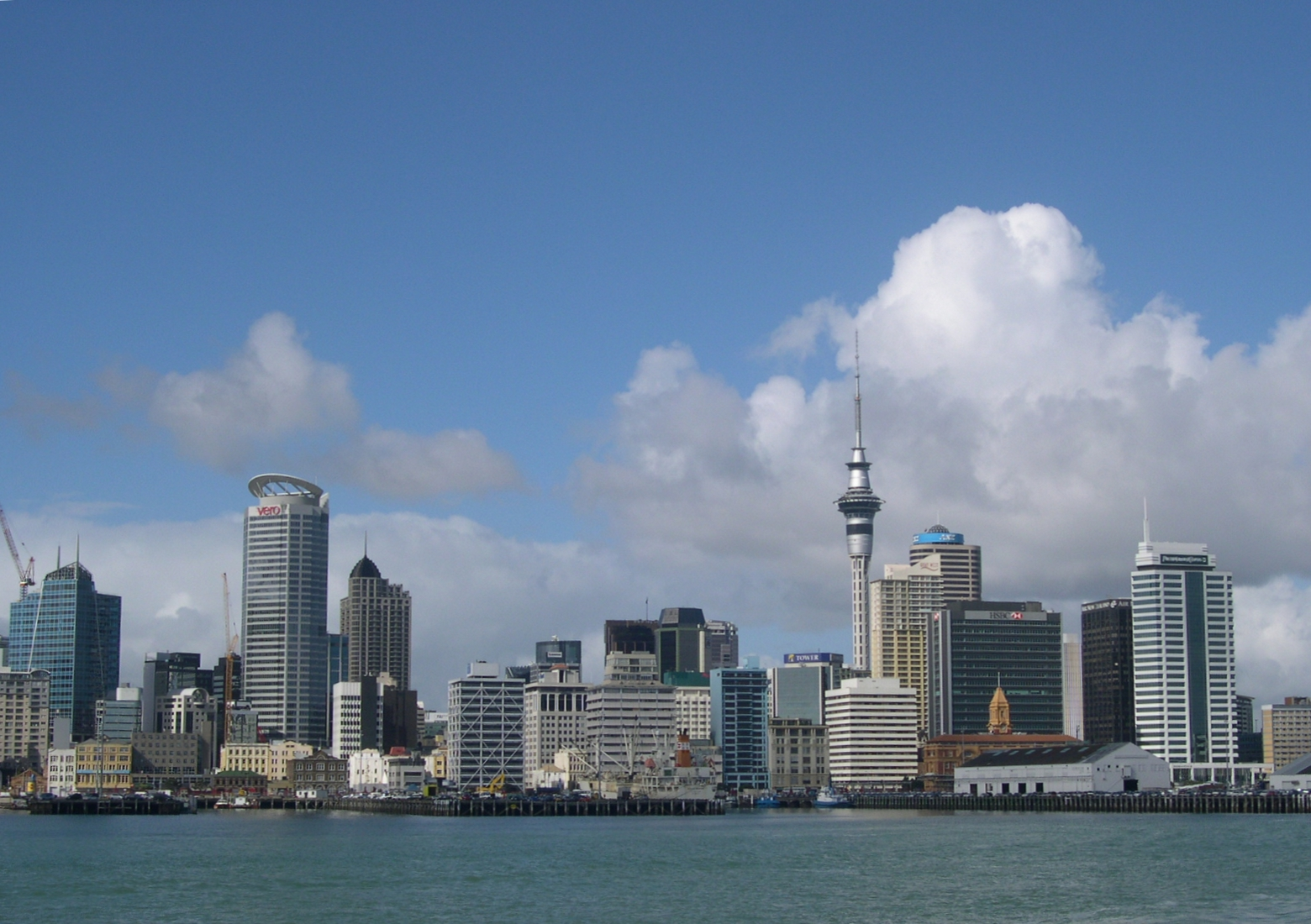
Panorama miasta

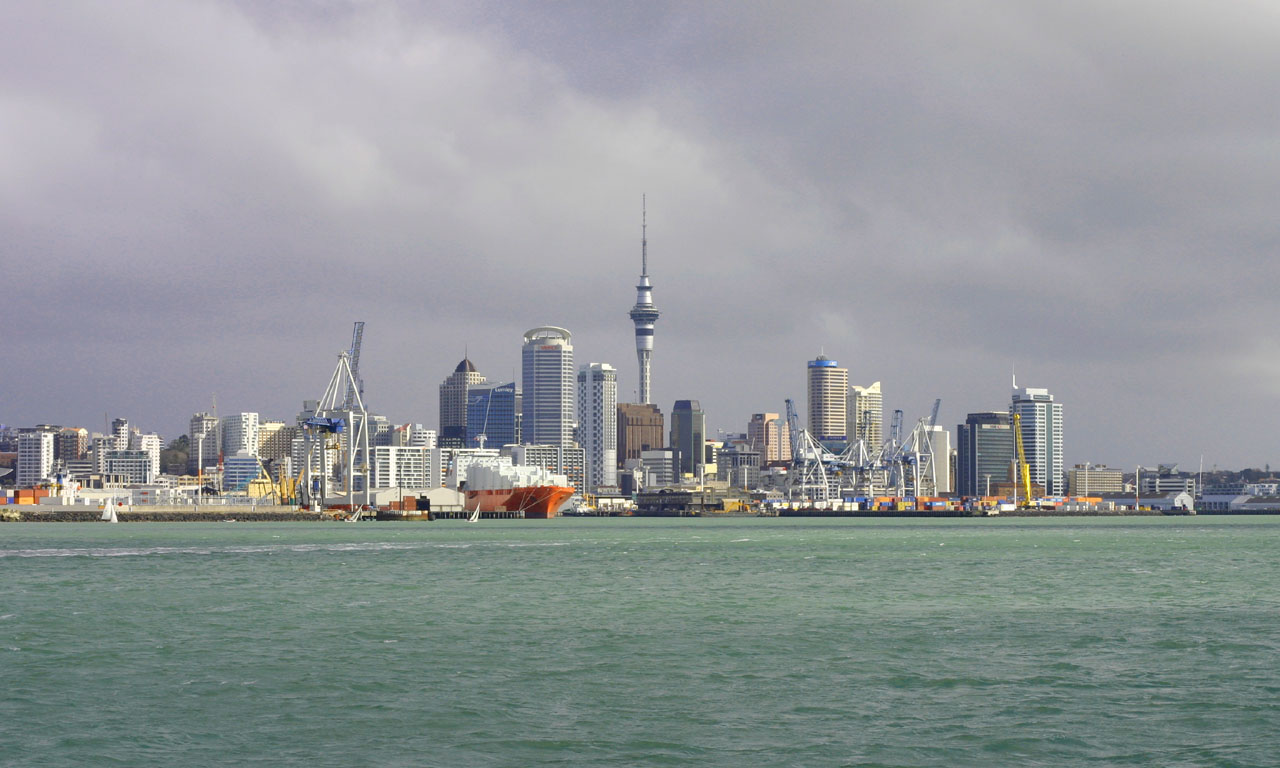
Auckland

| Ranking | Nazwa                        | Wysokość m / feet | Piętra           | Rok budowy | Źródło |
| ------- | ---------------------------- | ----------------- | ---------------- | ---------- | ------ |
| N/A     | Sky Tower                    | 328/1,076         | 71 (odpowiednik) | 1997       |        |
| 1       | PwC Tower                    | 180 / 591         | 39               | 2020       |        |
| 2       | Vero Centre                  | 172 / 574         | 38               | 2000       | [ 1 ]  |
| 3       | Metropolis                   | 155 / 508         | 39               | 1999       | [ 2 ]  |
| 4       | ANZ Centre                   | 143 / 469         | 35               | 1991       | [ 3 ]  |
| 5       | PricewaterhouseCoopers Tower | 142 / 465         | 29               | 2002       | [ 4 ]  |
| 6       | Harbour City                 | 130 / 426         | 37               | 2006       | [ 5 ]  |
| 7       | Lumley Centre                | 125 / 410         | 29               | 2005       | [ 6 ]  |
| 8       | The Sentinel Apartments      | 120 / 393         | 29               | 2007       | [ 7 ]  |
| 9       | Quay West                    | 117 / 383         | 20               | 1997       | [ 8 ]  |
| 10      | Auckland Council Tower       | 116 / 380         | 29               | 1991       | [ 9 ]  |
| 11      | Precinct Apartments          | 115 / 377         | 33               | 2003       | [ 10 ] |
| 12      | Crowne Plaza                 | 110 / 360         | 29               | 1990       | [ 11 ] |
| 13      | Park Residences              | 109 / 357         | 29               | 2017       | [ 12 ] |
| 14      | QBE Centre                   | 106 / 347         | 28               | 1982       | [ 13 ] |
| 15      | SAP Tower                    | 104 / 341         | 29               | 1988       | [ 14 ] |
| 16      | Deloitte Centre              | 100 / 328         | 23               | 2009       | [ 15 ] |
| 17      | Phillips Fox Tower           | 92 / 302          | 23               | 1987       | [ 16 ] |
| 18      | Crombie Lockwood Tower       | 92 / 302          | 24               | 1986       | [ 17 ] |
| 19      | CityLife Auckland            | 90 / 295          | 26               | 1998       | [ 18 ] |
| 20      | City Gardens                 | 90 / 295          | 28               | 2004       | [ 19 ] |
| 21      | Stamford Plaza Auckland      | 88 / 289          | 20               | 1983       | [ 20 ] |
| 22      | AMP Tower                    | 87 / 285          | 22               | 1980       | [ 21 ] |
| 23      | Huawei Centre                | 85 / 279          | 26               | 1990       | [ 22 ] |
| 24      | Chorus House                 | 85 / 279          | 22               | 2000       | [ 23 ] |
| 25      | HSBC Building                | 81 / 265          | 20               | 1973       | [ 24 ] |
| 26      | Victoria Residences          | 80 / 262          | 26               | 2018       |        |
| 27      | AIG Building                 | 80 / 262          | 20               | 1995       | [ 25 ] |
| 28      | Arthur Andersen Tower        | 77 / 252          | 17               | 1988       | [ 26 ] |
| 29      | SkyCity Grand Hotel          | 75 / 246          | 24               | 2004       | [ 27 ] |
| 30      | Altitude Apartments          | 75 / 246          | 22               | 2004       | [ 28 ] |
| 31      | The Telco Building           | 75 / 246          | 18               | 2000       | [ 29 ] |
| 32      | West Plaza                   | 74 / 243          | 18               | 1974       | [ 30 ] |
| 33      | Civic Building               | 71 / 233          | 20               | 1966       | [ 31 ] |
| 34      | The Quadrant Hotel           | 70 / 230          | 24               | 2006       | [ 32 ] |
| 35      | The Wiltshire On Victoria    | 70 / 230          | 21               | 2006       | [ 33 ] |
| 36      | UniLodge on Anzac            | 70 / 230          | 19               | 2002       | [ 34 ] |
| 37      | CityZone                     | 70 / 230          | 20               | 2004       | [ 35 ] |
| 38      | Zurich House                 | 70 / 230          | 17               | 2009       |        |

## Budynki w budowie
| Ranking | Budynek  | Wysokość strukturalna | Liczba pięter | Rok budowy |
| ------- | -------- | --------------------- | ------------- | ---------- |
| 1.      | Sentinel | 120 m                 | 30            | 2007       |